# Cheilosia mupinesis
Cheilosia mupinesis är en tvåvingeart som beskrevs av Barkalov 1999. Cheilosia mupinesis ingår i släktet örtblomflugor, och familjen blomflugor. Inga underarter finns listade i Catalogue of Life.